# Mollisia juniperina
Mollisia juniperina är en svampart som tillhör divisionen sporsäcksvampar, och som beskrevs av Kerstin Holm och Lennart Holm. Mollisia juniperina ingår i släktet Mollisia, och familjen Dermateaceae. Arten är reproducerande i Sverige.